# Томас Массі
Томас Гарольд Массі (англ. Thomas Harold Massie; нар. 13 січня 1971, Гантінгтон, Західна Вірджинія) — американський політик-республіканець, член Палати представників США від 4-го округу штату Кентуккі з листопада 2012.
Томас Массі виріс у Vanceburg (Кентуккі). У 1996 році він закінчив Массачусетський технологічний інститут (MIT), де вивчав електротехніку і цивільне будівництво. У 1993 році він заснував разом зі своєю дружиною, з якою він тепер має чотирьох дітей, заснував компанію SensAble Devices Inc. (з 1996 року — SensAble Technologies Inc.) Мессі пізніше продав свої акції у компанії і разом з родиною переїхав на ферму в окрузі Люїс. Між 2010 і 2012 він обіймав посаду виконавчого судді в окрузі Люїс. Цей офіс приблизно еквівалентно тому, що з районного адміністратора або Bezirksvorstehers.